# Vladimir Pahor
Vladimir Pahor, slovenski zdravnik internist, * 28. marec 1923, Sovodnje ob Soči, † 2010, Rim.

## Življenje in delo
Rodil se je v slovenski družini kmetu Francu in gospodinji Mariji Pahor rojeni Koritnik v Sovodnjah ob Soči. Osnovno šolo je obiskoval v rojstnem kraju, klasično gimnazijo pa v Gorici. Študij medicine je začel na Univerzi v Padovi, končal pa februarja 1951 med prvimi, ki je doktoriral na Medicinski fakulteti v Zagrebu po vojni v Federativni ljudski republiki Jugoslaviji. Specializacijo iz interne medicine je končal v Ljubljani ter bil tu v letih 1951−1956 zaposlen na interni kliniki. Leta 1956 je ustanovil interni oddelek splošne bolnišnice v Novi Gradiški in tu služboval do 1960. Leta 1961 je ponovno doktoriral na medicinski fakulteti v Rimu, ter od takrat v Rimu opravlja poklic svobodnega zdravnika internista.
Pisal in objavljal je članke v raznih medicinskih revijah v Jugoslaviji, Nemčiji, Franciji, Španiji in Italiji. S predavanji je sodeloval na mnogih mednarodnih medicinskih konferencah v Avstriji, Franciji, Nemčiji in Italiji. V zakonu z Nedo Roth, profesorico na šoli za prevajalce v Rimu, sta se rodila dva sinova, starejši Carlo je zdravnik in profesor v Rimu, mlajši Giorgio pa prevajalec iz angleškega in francoskega jezika.